# Municipio de Ocotepec (Chiapas)
El municipio de Ocotepec es uno de los 124 municipios que integran al estado mexicano de Chiapas. Su cabecera es la localidad de Ocotepec. El municipio fue establecido como entidad autónoma en 1915.

## Demografía
En el censo de 2020 el municipio de Ocotepec contaba con 40 localidades.
| Código INEGI      | Localidad         | Población (2020) |
| ----------------- | ----------------- | ---------------- |
| 070600001         | Ocotepec          | 5 330            |
| 070600005         | San Pablo Huacano | 1 640            |
| Otras localidades | Otras localidades | 7 118            |
| Total municipal   | Total municipal   | 14 088           |